# ألبرت غالاتين إليس
ألبرت غالاتين إليس هو محرر وناشر وصحفي وسياسي أمريكي، ولد في 24 أغسطس 1800 في Vernon, New York ‏ في الولايات المتحدة، وتوفي في 23 ديسمبر 1885. نشط حزبياً في الحزب الديمقراطي.